# قرون (فلم)
قرون (بالإنجليزية: Horns) هو فيلم رعب وفنتازيا مظلمة أمريكي من إخراج ألكسندر أجا، وهو مُقتبس من رواية لجو هيل تحمل نفس الاسم.
صَدر الفيلم سنة 2013، وشارك فيه مجموعة من النجوم على رأسهم دانيال رادكليف الشاب الذي اتُهم باغتصاب وقتل صديقته (جونو تيمبل)، ويستخدم ظواهر خارقة اكتشفها في نفسه حديثا من أجل الكشف عن القاتل الحقيقي.
العرض للفيلم تم سنة 2013 في مهرجان تورونتو السينمائي الدولي، ثم صدر على شكل مسرحية في الولايات المتحدة بتاريخ 31 أكتوبر 2014.

## القصة
بعدما يستيقظ إغناطيوس (دانيال رادكليف) في إحدى الليالي وهو سكران، يذهب للحمام ليرى وجهه في المرآة ثم يتفاجئ من بروز نتوءات في جبهته، وعندما يتفحصها يتيقن من أنها قرون. يُغادر صباحا المنزل قاصدا الدكتور للتحدث عن هذه المشكلة ومحاولة علاجها، لكن الدكتور يخبره أن لا حل لها في الوقت الحاضر. تزداد مشاكل إغناطيوس عندما يعلم بخبر وفاة صديقته ميرين (جونو تيمبل) بعدما تم اغتصابها، ويتم توجيه التهمة مباشرة لإغناطيوس.
في ظل كل هذه المشاكل، وانقلاب حياة إغناطيوس رأسا على عقب يحاول البحث عن بصيص أمل، وبالفعل هذا ما يحصل حيث أن القرنين في جبهته لهما قوة خارقة نوعا ما ويجعلان أي شخص يعترف ويقر بكل ما قام به عنوة عنه، ومن خلال استغلال هذه القدرة يحاول إغناطيوس اكتشاف قاتل حبيبها والانتقام منه أو على الأقل تقديمه للعدالة والنجاة بنفسه.

## طاقم التمثيل

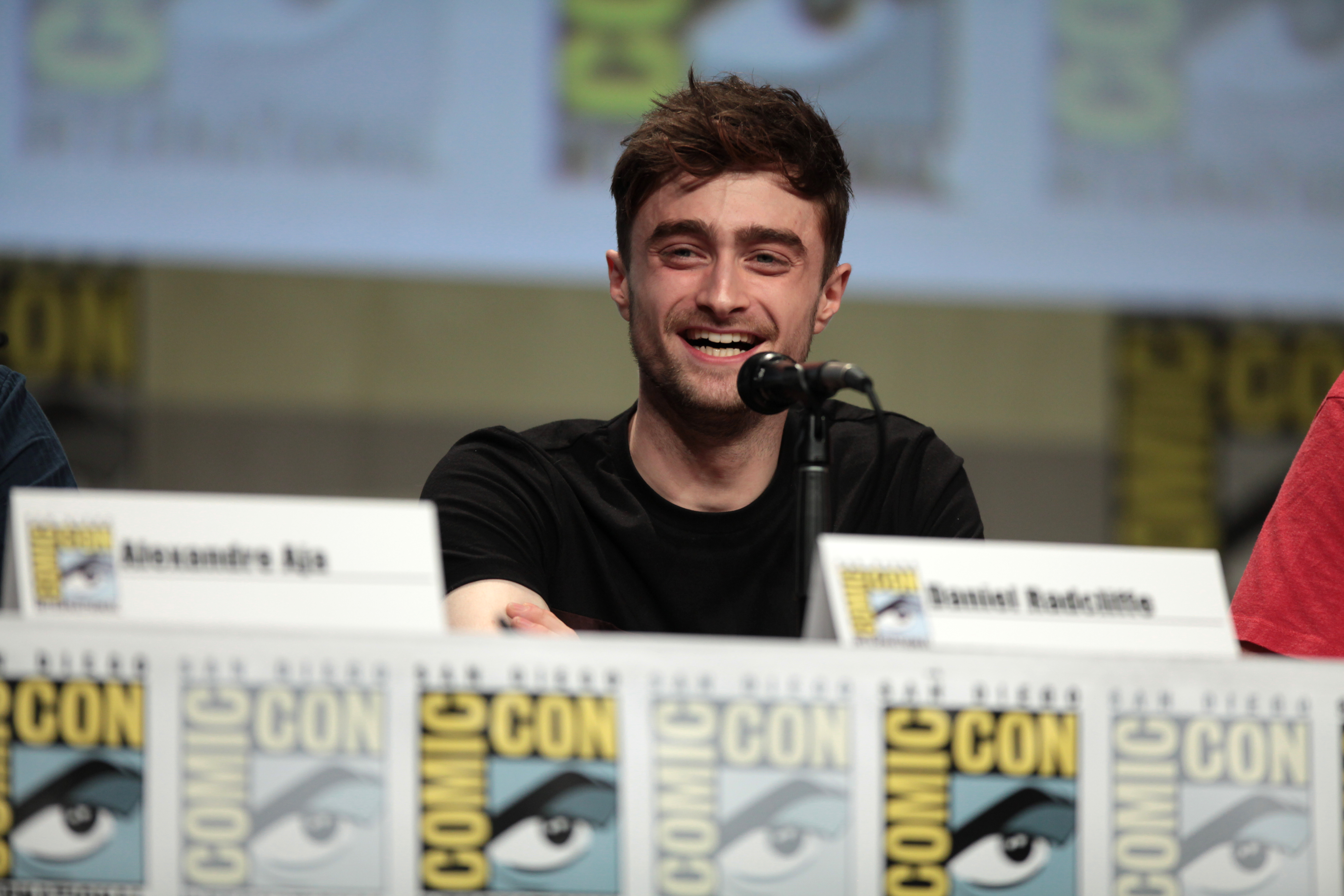
رادكليف أثناء عرض الفيلم في سان دييغو كومك كون إنترناشونال في يوليو 2014

| الممثل         | الدور         | الشخصية |
| -------------- | ------------- | --- |
| دانيال رادكليف | اغناطيوس      | هو شاب يبلغ من العمر 26 عاما. يستيقظ في حالة سكر في إحدى الليالي فيجد اثنين من النتوءات بارزة في جبهته، ثم يكتشف في وقت لاحق أن القرنين لهما قوة إجبار الناس على الاعتراف وكشف أعمق الأسرار. |
| ماكس مينغالا   | لي تورنو      | صديق طفولة إغناتيوس، وهو اليوم محامي. |
| جو اندرسون     | تيري بيريش    | هو الأخ الأكبر لإغناتيوس، وهو مدمن كحول ومخدرات كما أنه موهوب من الناحية الموسيقة. |
| جونو تيمبل     | ميرين ويليامز | صديقة إغناتيوس التي يتم اغتصابها ثم قتلها. |
| كيلي غارنر     | غلينا         | |
| جيمس ريمار     | ديريك بيريش   | |
| كاثلين كوينلان | ليديا بيريش   | |
| هيذر غراهام    | فيرونيكا      | النادلة |
| ديفيد مورس     | ديل ويليامز   | |
| أليكس زارا     | دكتور رينالد  | |
| مايكل أدماثويت | إيريك هانيتي  | هو صديق إغناثويس أيضا، لكنه مثلي الجنس، ويعمل كشرطي. |

## التقييم
حصل فيلم قرون على تقييمات متوسطة من النقاد، حيث تم تقييمه في موقع الطماطم الفاسدة بـ 41% بناء على 112 رأياً، مما يعني 5.2/10.

## وصلات خارجية
- مقالات تستعمل روابط فنية بلا صلة مع ويكي بيانات